# Новороссийский (Новосибирская область)
Новороссийский — упразднённый посёлок в Доволенском районе Новосибирской области России. На момент упразднения входил в состав Согорнского сельсовета. Исключен из учётных данных в 1968 году.

## География
Располагался к юго-западу от болота Круглого, в 8 км к юго-западу от села Согорное.

## История
Посёлок был основан в 1921 году. В 1928 году выселок Новороссийский состоял из 28 хозяйств. В административном отношении входил в состав Согорнского сельсовета Индерского района Новосибирского округа Сибирского края.
С 1951 по 1960 год в составе Травинского сельсовета.
Решением Новосибирского облисполкома в 1968 году посёлок исключен из учётных данных.

## Население
По переписи 1926 г. в посёлке проживало 142 человека (68 мужчин и 74 женщины), основное население — русские.